# Falkenbergs stad
Denna artikel handlar om den tidigare kommunen Falkenbergs stad. För orten se Falkenberg, för dagens kommun, se Falkenbergs kommun.
Falkenbergs stad var en stad och kommun i Hallands län.

## Administrativ historik
Det första kända privilegiebrevet för staden är från 1558. 
Staden blev en egen kommun, enligt Förordning om kommunalstyrelse i stad (SFS 1862:14) från och med den 1 januari 1863, då Sveriges kommunsystem infördes. 
Stadens territorium ändrades flera gånger (årtal avser den 1 januari det året om inget annat anges):
- 1908 - Från Skrea landskommun inkorporerades Herting.
- 1937 - Från Stafsinge landskommun inkorporerades Arvidstorp.
- 1950 - Enligt beslut den 11 februari 1949 överfördes till staden från Vinbergs landskommun vissa områden med 12 invånare och omfattande 0,04 km², varav 0,03 km² land.[1]
- 1952 - Skrea landskommun inkorporerades i staden.[1]

Den 1 januari 1971 gick staden upp i den då nybildade Falkenbergs kommun. 1 januari 2016 inrättades distriktet Falkenberg, med samma omfattning som Falkenbergs församling hade 1999/2000, och vari detta område ingår.
Egen jurisdiktion hade Falkenberg fram till och med 1937, varefter rådhusrätten drogs in och staden lades under Hallands mellersta domsaga och Årstads och Faurås tingslag, från 1948 Hallands mellersta domsagas tingslag.

### Kyrklig tillhörighet
Staden tillhörde i kyrkligt hänseende Falkenbergs församling. 1952 tillkom Skrea församling.

### Sockenkod
För registrerade fornfynd med mera så återfinns staden inom ett område definierat av sockenkod 1442 som motsvarar den omfattning staden hade kring 1950 och omfattar då inte Skrea socken.

## Stadsvapnet
Blasonering: I fält av silver en röd falk stående på ett grönt treberg. 
Namnet kommer från en medeltida borg, och det äldsta sigillet med en falk är från 1500-talet. Färgsättningen fastställdes av Kungl. Maj:t 1948. 

## Geografi
Falkenbergs stad omfattade den 1 januari 1952 en areal av 45,55 km², varav 44,58 km² land.

### Tätorter i staden 1960
| Tätort              | Folkmängd |
| ------------------- | --------- |
| Falkenberg, del ava | 9 673     |
| Skreanäs            | 234       |

Tätortsgraden i staden var den 1 november 1960 90,1 procent.

## Befolkningsutveckling
| Befolkningsutvecklingen i Falkenbergs stad 1760–1990                                                    | Befolkningsutvecklingen i Falkenbergs stad 1760–1990 | Befolkningsutvecklingen i Falkenbergs stad 1760–1990 | Befolkningsutvecklingen i Falkenbergs stad 1760–1990 | Befolkningsutvecklingen i Falkenbergs stad 1760–1990 |
| --- | ---------------------------------------------------- | ---------------------------------------------------- | ---------------------------------------------------- | ---------------------------------------------------- |
| |                                                      |                                                      |                                                      |                                                      |
| År |                                                      |                                                      | Folkmängd                                            |                                                      |
| 1760 | 1760                                                 |                                                      | 521                                                  |                                                      |
| 1769 | 1769                                                 |                                                      | 546                                                  |                                                      |
| 1780 | 1780                                                 |                                                      | 546                                                  |                                                      |
| 1790 | 1790                                                 |                                                      | 589                                                  |                                                      |
| 1800 | 1800                                                 |                                                      | 668                                                  |                                                      |
| 1810 | 1810                                                 |                                                      | 636                                                  |                                                      |
| 1820 | 1820                                                 |                                                      | 663                                                  |                                                      |
| 1830 | 1830                                                 |                                                      | 792                                                  |                                                      |
| 1840 | 1840                                                 |                                                      | 862                                                  |                                                      |
| 1850 | 1850                                                 |                                                      | 953                                                  |                                                      |
| 1860 | 1860                                                 |                                                      | 1 131                                                |                                                      |
| 1870 | 1870                                                 |                                                      | 1 364                                                |                                                      |
| 1880 | 1880                                                 |                                                      | 1 600                                                |                                                      |
| 1890 | 1890                                                 |                                                      | 1 760                                                |                                                      |
| 1900 | 1900                                                 |                                                      | 2 537                                                |                                                      |
| 1910 | 1910                                                 |                                                      | 4 452                                                |                                                      |
| 1920 | 1920                                                 |                                                      | 4 986                                                |                                                      |
| 1930 | 1930                                                 |                                                      | 5 527                                                |                                                      |
| 1940 | 1940                                                 |                                                      | 6 645                                                |                                                      |
| 1950 | 1950                                                 |                                                      | 8 441                                                |                                                      |
| 1960 | 1960                                                 |                                                      | 10 011                                               |                                                      |
| 1970 | 1970                                                 |                                                      | 12 362                                               |                                                      |
| 1980 | 1980                                                 |                                                      | 12 884                                               |                                                      |
| 1990 | 1990                                                 |                                                      | 13 569                                               |                                                      |
| Anm: Källor: Umeå universitet - Tabellverket 1749-1859, Demografiska databasen, CEDAR, Umeå universitet |                                                      |                                                      |                                                      |                                                      |

## Politik

### Mandatfördelning i valen 1919–1966
| 1 | 7 | 4 | 9 |

| 21 |

| 7 | 4 | 10 |

| 21 |

| 2 | 6 | 3 | 10 |

| 21 |

| 2 | 6 | 1 | 3 | 9 |

| 21 |

| 7 | 2 | 1 | 3 | 8 |

| 21 |

| 9 | 1 | 1 | 2 | 8 |

| 20 |

| 11 | 1 | 1 | 1 | 7 |

| 20 |

| 12 | 2 | 1 | 6 |

| 18 | 3 |

| 1 | 10 | 2 | 3 | 5 |

| 18 | 3 |

| 19 | 4 | 6 | 6 |

| 29 | 6 |

| 19 | 3 | 7 | 6 |

| 28 | 7 |

| 18 | 5 | 5 | 7 |

| 28 | 7 |

| 18 | 4 | 5 | 4 | 4 |

| 30 | 5 |

| 15 | 6 | 5 | 4 | 5 |

| 30 | 5 |